# San Pedro Sula
San Pedro Sula er en by i det nordvestlige Honduras, med et indbyggertal (pr. 2007) på cirka 1.000.000. Byen er dermed landets næststørste by efter hovedstaden Tegucigalpa. Den regnes for det industrielle centrum i Honduras.
Byen er stærkt præget af narko- og bandekriminalitet.
Ved en opgørelse udgivet i 2013 var San Pedro Sula den by i verden der havde den højeste mordrate.